# More Than Alot
More Than Alot è il primo album in studio del duo di musica drum and bass britannico Chase & Status, pubblicato nel 2008.

## Tracce
1. Can't Get Enough – 3:27
2. Music Club – 3:43
3. Against All Odds (featuring Kano) – 2:42
4. Streetlife (featuring Takura) – 4:18
5. Smash TV – 3:40
6. Pieces (featuring Plan B) – 4:49
7. Eastern Jam – 3:59
8. Foundation Skit – 0:54
9. Take Me Away – 4:27
10. Hurt You – 3:47
11. Running – 4:48
12. Take U There (featuring Digga) – 3:12
13. Is It Worth It – 4:57